# Кирпачево
Кирпа́чево (болг. Кърпачево) — село в Ловецькій області Болгарії. Входить до складу общини Летниця.

## Населення
За даними перепису населення 2011 року у селі проживали 119 осіб, з них 116 осіб (98,3%) — болгари.
Розподіл населення за віком у 2011 році:
Динаміка населення: